# 城麇之战
城麇之战，公元前547年（周灵王二十五年，鲁襄公二十六年，楚康王十三年，郑简公十九年，秦景公三十年，吴王余祭元年），楚国、秦国攻打郑国的作战。
前547年，楚康王联合秦国联兵侵袭吴国，到达雩娄（今河南省商城县东），听到吴国有了准备而撤军，于是乘机入侵郑国。五月，到达城麇。郑国的皇颉戍守城糜，出城和楚军作战，战败被穿封戌俘虏。王子围和穿封戌争功，要伯州犁主持公正。伯州犁说：“请问一下俘虏。”于是让皇颉站在前面。伯州犁举起手（上其手），说：“那一位是王子围，是寡君的尊贵的弟弟。”放下手（下其手）说：“这人是穿封戌，是方城山外边的县尹。你被谁俘虏？”皇颉说：“我碰上王子，抵抗不住。”穿封戌发怒，抽出戈追赶王子围，没有追上。这就是成语“上下其手”的由来。楚国俘虏皇颉回去。郑国印堇父和皇颉一起留守在城麇，楚国囚禁印堇父，把他献给秦国。郑国印氏拿财货向秦国请求赎回印堇父，子太叔正做令正，子产让他对秦国表示“拜谢秦国帮助郑国。如果没有秦国的恩惠，楚军恐怕还在我国城下”，秦国释放了印堇父。